# 사에키혼촌
사에키혼촌(佐伯本村)은 오카야마현 아카이와군에 있던 촌이다. 현재의 와케군 와케정의 일부에 해당한다.

## 역사
- 1889년 6월 1일 - 정촌제 시행에 의해 이와나시군 사에키혼촌이 발족하였다
- 1900년 4월 1일 - 군의 통합에 의해 아카이와군에 소속되었다.
- 1942년 4월 1일 - 사에키카미촌과 합병해 사에키촌이 신설하여 폐지되었다.

## 참고문헌
- 角川日本地名大辞典 33 岡山県
- 『市町村名変遷辞典』東京堂出版、1990年。